# محمد المصطفى ولد بدر الدين
محمد المصطفى ولد عبد الله ولد بدر الدين (1938م صنكرافة - 2020 الجزائر)

## حياته
هو أحد القيادات التاريخية لحركة الكادحين في موريتانيا وهو سياسي مخضرم عايش كل الأحداث التاريخية منذ استقلالها إلى الآن، وهو كذلك نائب في البرلمان عن حزب اتحادقوى التقدم.
بدأ حياته العلمية في المحظرة حيث حفظ القرآن ودرس اللغة العربية ككل الموريتانيين من الجيل الأول، ومن ثم وقبيل الاستقلال انخرط في سلك التعليم حيث شكل مع أخريين أول نواة للمعلمين لمادة اللغة العربية في المدارس الموريتانية حيث شارك سنة 1964 في بعثة دراسية مصر لتكوين الطلاب والمعلمين دامت سنتتن ليعود بعدها ليواصل مشواره الوظيفي كمعلم.
ناضل هو وزملائه من اجل تعريب الأدارة توجت حركتهم بأحداث 1966 م وجماعة ال 19 المشهورة، شارك في الكثير من الإضرابات وتعرض للاعتقال عدة مرات في مسيرته السياسية في زمن الحزب الواحد وبعد ذلك في فترة الحكم العسكري كان آخرها سنة 1991 م حيث كان يعمل مديرا للمدرسة الوطنية للتكوين المعلمين، وهو متزوج وله أبناء وبنات.
توفي محمد المصطفى ولد بدر الدين في السابع من أكتوبر 2020 م في الجزائز.